# Marcin Borecki
Marcin Borecki (ur. 12 listopada 1911 w Budzanowie, obecnie na Ukrainie, zm. 5 października 1982) – polski inżynier górnictwa, działacz partyjny i państwowy, profesor zwyczajny doktor inżynier, dyrektor Głównego Instytutu Górnictwa, podsekretarz stanu w Ministerstwie Górnictwa i Energetyki (1964–1972).

## Życiorys
Uczęszczał do szkół średnich w Trembowli i Lwowie. W 1937 ukończył studia na Wydziale Górniczym Akademii Górniczo-Hutniczej, został wykładowcą tej uczelni. W międzyczasie w latach 1935–1936 odbył służbę wojskową w Podchorążówce Artylerii we Włodzimierzu. Od 1936 pracował w KWK Siemianowice i KWK Katowice w charakterze kierownika wentylacji, nadsztygara i kierownika rejonu. Brał udział w kampanii wrześniowej, następnie pracował w kopalniach węgla brunatnego w okolicy Lwowa. W 1941 aresztowany, skierowany do pracy w kopalniach rejonu złoczowskiego, kopalni gipsu koło Lwowa i budowy szybów naftowych koło Krosna. Po dotarciu na te tereny wojsk sowieckich w 1944 uczestniczył w uruchomieniu kopalń nafty, a w lutym 1945 przybył na Górny Śląsk jako członek Śląskiej Grupy Operacyjnej celem uruchomienia przemysłu.
Po wojnie był m.in. szefem KWK Rozbark i zajmował się budową przemysłu górnictwa naftowego. Od 1951 do 1964 pracował w Głównym Instytucie Górnictwa, zajmował stanowisko jego dyrektora. Został wykładowcą Politechniki Śląskiej, uzyskiwał stopnie doktora nauk technicznych i profesora zwyczajnego. Autor ponad 160 prac naukowych publikowanych w Polsce i zagranicą, w pracy naukowej zajmował się tematyką geotechniki górniczej, mechaniki górotworu i budownictwa podziemnego. Od 1971 do śmierci był przewodniczącym Międzynarodowego Biura Mechaniki Górotworu. W latach 1952–1955 kierował Stowarzyszeniem Inżynierów i Techników Górnictwa.
Działacz Polskiej Zjednoczonej Partii Robotniczej. Od grudnia 1964 do grudnia 1972 zajmował stanowisko podsekretarza stanu w Ministerstwie Górnictwa i Energetyki, odpowiedzialnego za rozwój badań i techniki. Pełnił funkcję szefa Międzyresortowy Zespół ds. Koordynacji Prac Naukowo-Badawczych, Rozwojowych 
i Wdrożeniowych w Górnictwie (1972). W kolejnych latach poświęcił się działalności naukowo-badawczej, zostając przewodniczącym rady naukowej Głównego Instytutu Górnictwa.

## Odznaczenia
Wyróżniony Odznaką tytułu honorowego „Zasłużony Górnik Polskiej Rzeczypospolitej Ludowej”.